# Parabrachmia
Parabrachmia is een geslacht van vlinders van de familie tastermotten (Gelechiidae).

## Soorten
- P. anomala Janse, 1960
- P. trisignella Janse, 1960